# 五芳斋 (武汉)
武汉五芳斋食品贸易有限公司是一家以食品的生产、加工和销售为主的中华老字号，著名产品为五芳斋汤圆。

## 历史
- 1945年10月，随着抗战胜利，许多江浙籍的名流即将离开重庆，返回南京、上海等地，倪锦财感到他在重庆经营的主打江浙口味的小吃店面临经营危机，倪锦财出售了重庆的店面，选择到汉口重新开始他的生意[1][2]；
- 1946年5月，位于中山大道大智路的“上海五芳斋”开张，倪锦财聘请了许多江浙籍厨师和员工，主要经营汤圆、粽子、糕团等江浙风味小吃，受到了广泛欢迎，他也被称为“汤圆大王”，五芳斋开始与老通城的豆皮、四季美的汤包以及蔡林记的热干面齐名。然而，五芳斋的红火引起了时任武汉警察局探长王英成的觊觎。王英成虚张声势，声称自己是五芳斋的股东，每月向倪锦财勒索100大洋的保护费；
- 1948年，淮海战役期间，杜聿明兵团被解放军包围，蒋中正到达武汉协调白崇禧出兵援助，入住江汉路的璇宫酒店。王英成听闻此事，考虑到蒋是浙江人，便要求倪锦财准备一份汤圆送给蒋中正，但蒋中正认为“汤圆”与“包圆”读音类似、是不祥之兆，因而非常生气、赶走了王英成；
- 1949年5月，解放军接管武汉后，王英成向军管会告称倪锦财是潜伏特务、还曾向蒋介石“敬献汤圆”。军管会调查后，认定这属于诬告，反而将王英成拖到五芳斋门口示众，以示新政权保护合法商人，一时间五芳斋生意更加兴隆，“蒋介石骂五芳斋”的传说也流传开来；
- 1956年，武汉五芳斋公私合营，1978年建成目前的六层大楼[3]；
- 1991年，中華人民共和國國內貿易部评选首批中華老字號企業，武汉五芳斋名列其中；
- 2001年6月，为争夺“五芳斋”的商标，浙江五芳斋将武汉五芳斋起诉至武汉市中级人民法院，指控武汉五芳斋不正当竞争与商标侵权（英语：Trademark infringement），武汉五芳斋随即对浙江五芳斋提出反诉；最终，法院判决武汉五芳斋不得再在其粽子、元宵包装上使用原有的包装，并赔偿3万多元，浙江五芳斋则放弃其他诉讼请求[4]；
- 2001年7月起，两家五芳斋开始并购谈判；
- 2015年，浙江五芳斋收购武汉五芳斋全部股权，两家五芳斋合并[5][6]。

## 产品
叠式汤圆：一层一层裹糯米粉"叠"出来的汤圆，传统制作方法要滚十几遍、直到汤圆形状圆润、质地紧实，制作工艺类似于中国北方的元宵，每年农历新年时会限量销售，尤其是元宵节前常吸引大量市民排队购买。

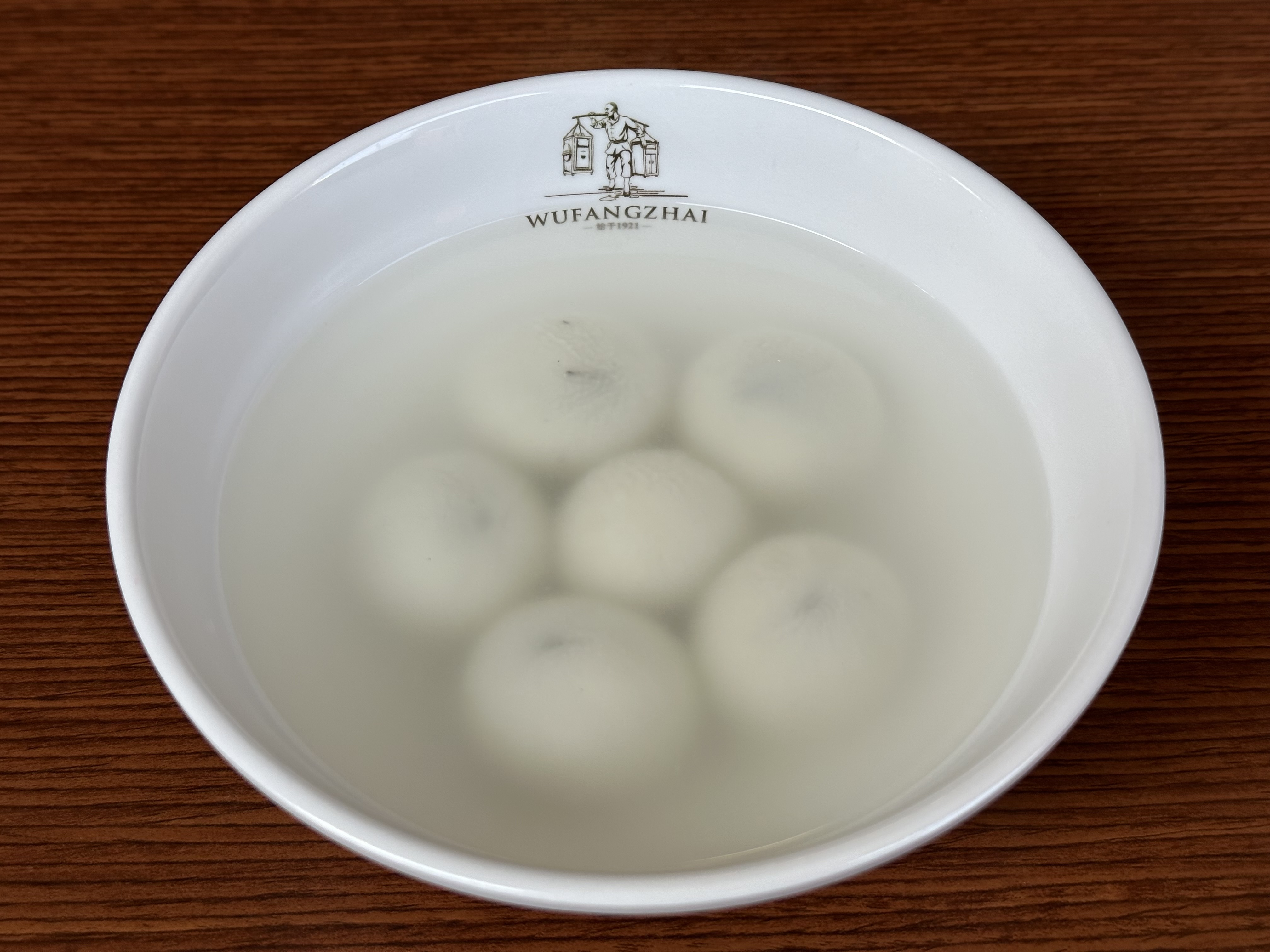
五芳斋的黑芝麻馅汤圆
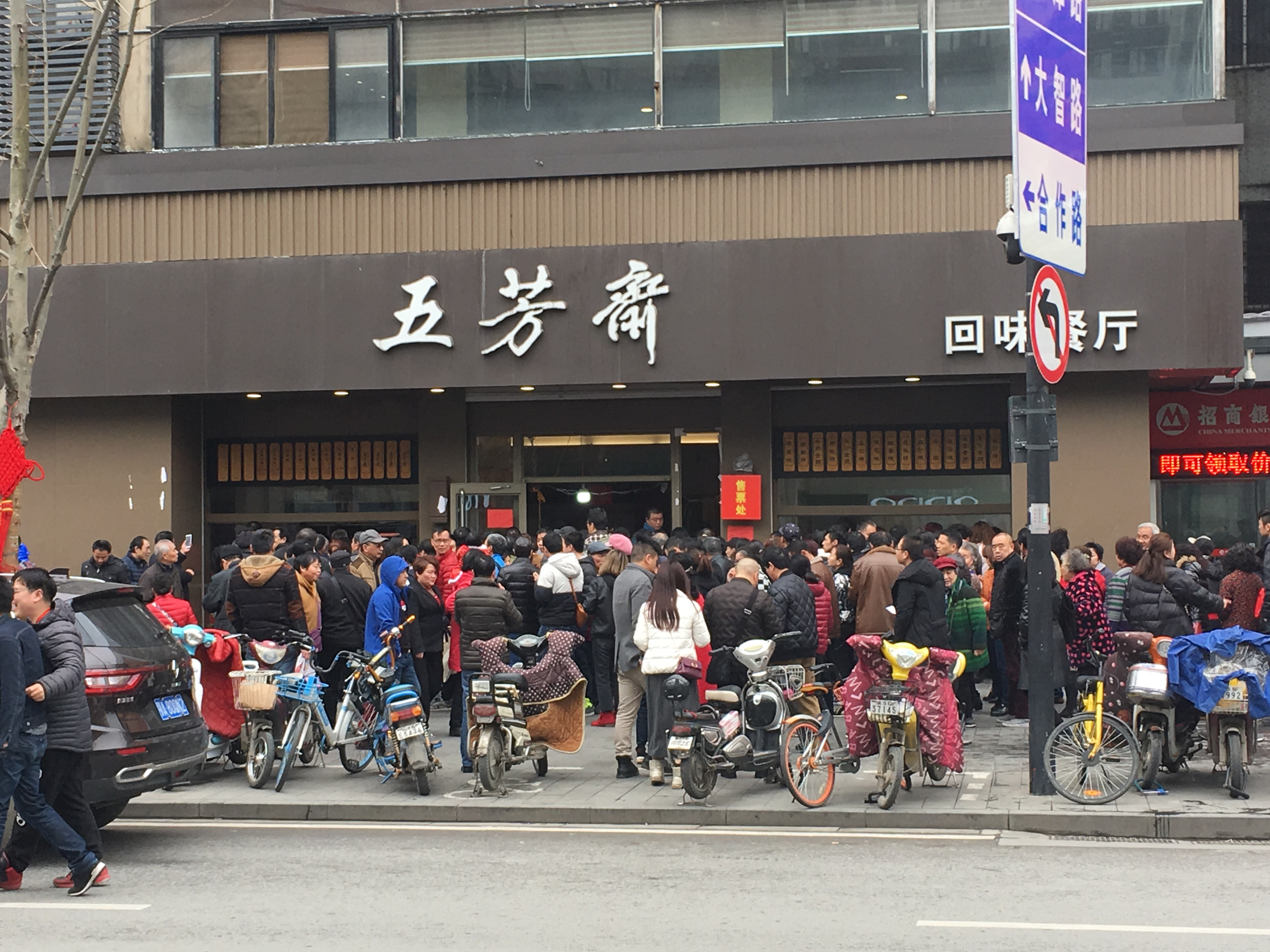
2018年3月2日元宵节，民众聚集在大智路的五芳斋门口排队等待购买汤圆